# Prunum oblongum
Prunum oblongum is een slakkensoort uit de familie van de Marginellidae. De wetenschappelijke naam van de soort is voor het eerst geldig gepubliceerd in 1829 door Swainson.